# Coleonyx mitratus
Coleonyx mitratus är en ödleart som beskrevs av  Peters 1863. Coleonyx mitratus ingår i släktet Coleonyx och familjen geckoödlor. Inga underarter finns listade i Catalogue of Life.